# Émilie du Châtelet
Gabrielle Émilie Le Tonnelier de Breteuil, Marquise du Châtelet (phát âm tiếng Pháp: [emili dy ʃɑtlɛ] ⓘ liên_kết=| Về âm thanh này; 17 tháng 12 năm 1706 – 10 tháng 9 năm 1749) là một nhà triết học tự nhiên và toán học người Pháp trong những năm đầu thập niên 1730 cho đến khi bà qua đời một cách bất ngờ vì những biến chứng khi sinh con vào năm 1749. Thành tựu của bà được công nhận nhất là bản dịch và bình luận về cuốn sách Principia của Isaac Newton năm1687 chứa các định luật cơ bản của vật lý. Bản dịch của bà, được xuất bản sau năm 1756, vẫn được coi là bản dịch tiếng Pháp tiêu chuẩn ngày nay. Các bình luận của bà bao gồm một đóng góp sâu sắc cho cơ học Newton, lý thuyết của một định luật bảo toàn bổ sung cho tổng năng lượng, trong đó động năng của chuyển động là một yếu tố. Điều này dẫn đến việc bà đã khái niệm năng lượng như vậy, và rút ra mối quan hệ định lượng của nó với khối lượng và vận tốc của một vật thể.
Tác phẩm triết học của bà, Acadutions de Physique (Paris, 1740, ấn bản đầu tiên), hay Nền tảng Vật lý, được lưu hành rộng rãi, tạo ra những cuộc tranh luận sôi nổi, và được tái bản và dịch sang nhiều ngôn ngữ khác trong vòng hai năm kể từ lần xuất bản đầu tiên. Bà đã tham gia vào cuộc tranh luận về vis viva nổi tiếng, liên quan đến cách tốt nhất để đo lực của một vật thể và phương tiện tốt nhất để suy nghĩ về các nguyên tắc bảo toàn. Sau đó, các ý tưởng của bà đã được thể hiện rất nhiều trong văn bản nổi tiếng nhất của Khai sáng Pháp, Encyclopédie của Denis Diderot và Jean le Rond d'Alembert, lần đầu tiên được xuất bản ngay sau cái chết của du Châtelet. Nhiều tiểu sử, sách và vở kịch đã được viết về cuộc đời và công việc của bà trong hai thế kỷ kể từ khi bà qua đời. Đầu thế kỷ 21, cuộc sống và tư tưởng của bà đã tạo ra sự quan tâm mới.

## Đóng góp cho triết học
Ngoài việc sản xuất các bản dịch nổi tiếng các tác phẩm của các tác giả như Bernard Mandeville và Isaac Newton, Du Châtelet đã viết một số bài tiểu luận triết học, thư và sách nổi tiếng trong thời đại của bà.
Vì sự hợp tác nổi tiếng và quan hệ lãng mạn của bà với Voltaire, kéo dài phần lớn cuộc đời trưởng thành của bà trong nhiều thế hệ Du Châtelet đã được biết đến như là tình nhân và cộng tác viên cho người bạn đồng hành trí tuệ nổi tiếng hơn nhiều của bà. Thành tựu và của bà thường được đặt dưới thành tựu của Voltaire, và kết quả là, ngay cả ngày nay, bà thường chỉ được đề cập trong bối cảnh cuộc sống và công việc của Voltaire trong thời kỳ Khai sáng Pháp đầu tiên. Các lý tưởng trong các tác phẩm của bà trải rộng từ các lý tưởng trao quyền cá nhân đến các vấn đề của hợp đồng xã hội.
Tuy nhiên, gần đây, các nhà triết học và sử gia chuyên nghiệp  đã thay đổi sự nhìn nhận về Du Châtelet. Bằng chứng lịch sử chỉ ra rằng công trình của Du Châtelet có ảnh hưởng rất lớn đến các cuộc trò chuyện triết học và khoa học trong những năm 1730 và 1740 - thực tế, bà nổi tiếng và được các nhà tư tưởng vĩ đại nhất trong thời đại của bà tôn trọng.
Du Châtelet có thư từ trao đổi với các nhà toán học nổi tiếng như Johann II Bernoulli và Leonhard Euler, những nhà phát triển đầu tiên của môn giải tích. Bà cũng được dạy bởi các sinh viên thần đồng của Bernoulli, Pierre Louis Moreau de Maupertuis và Alexis Claude Clairaut. Frederick Đại đế nước Phổ, người tái lập Viện hàn lâm Khoa học tại Berlin, là người rất ngưỡng mộ bà, và thường xuyên liên lạc với cả Voltaire và Du Châtelet. Ông giới thiệu Du Châtelet với triết lý của Leibniz bằng cách gửi cho bà các tác phẩm của Christian Wolff, và Du Châtelet đã gửi cho vị vua này một bản sao của tác phẩm Institutions của bà.